# Dithiet
Dithiet je nenasycená heterocyklická sloučenina obsahující v molekule dva sousedící atomy síry a dva sp2-hybridizované uhlíky. Tato sloučenina a její deriváty mají 6 π elektronů, a jsou tak aromatické. Počet 1,2-dithietů, které se podařilo izolovat, není velký. Připravit je lze například oxidacemi dithiolenových komplexů.
Příkladem stálé sloučeniny z této skupiny může být 3,4-bis(trifluormethyl)-1,2-dithiet.
Nesubstituované 1,2-dithiety lze získat termolýzami a zkoumat mikrovlnnou, ultrafialovou fotoelektronovou, či infračervenou spektroskopií v matricích za nízkých teplot.
Acyklický izomer dithietu, dithioglyoxal (HC(S)C(S)H), je méně stálý.
Dithion je možné získat (jako trans-dithioglyoxal) fotolýzou 1,3-dithiol-2-onu za nízké teploty.

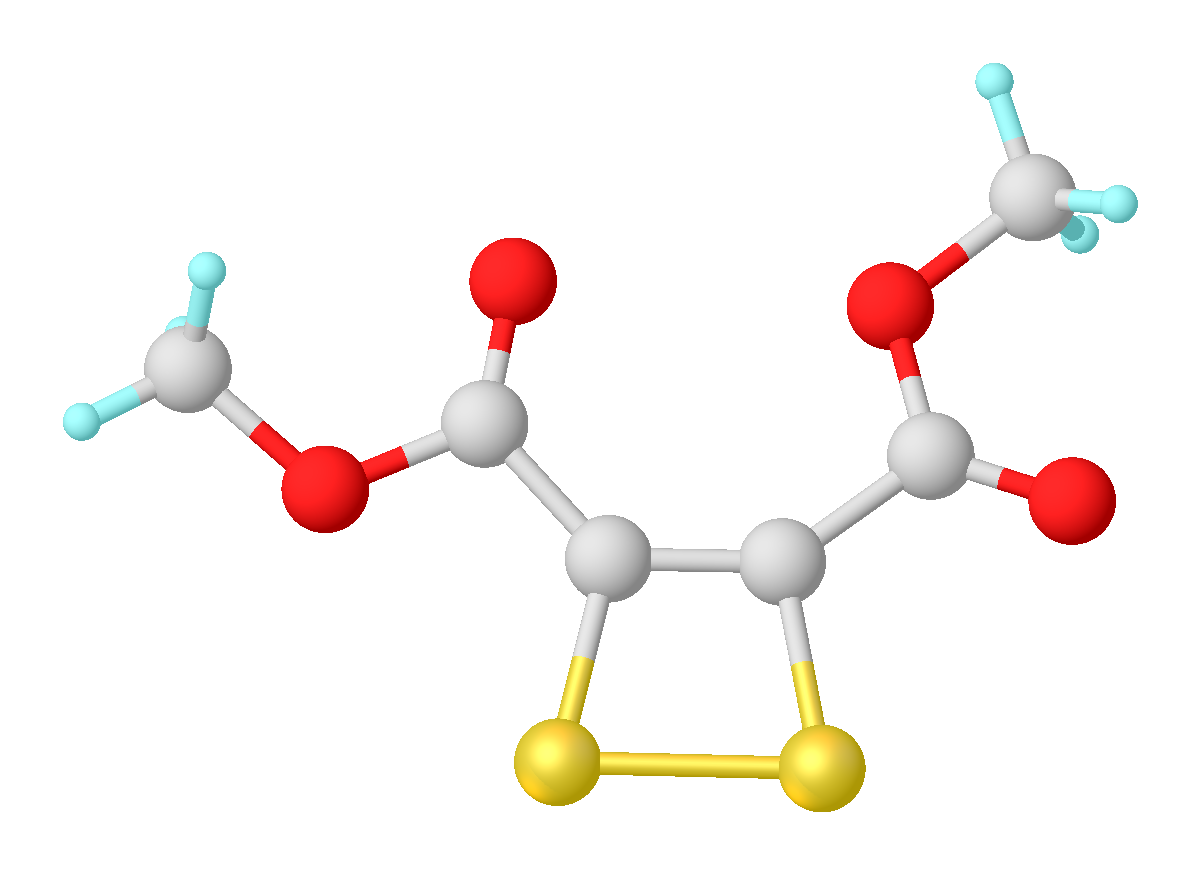
Struktura dithietu S_{2}C_{2}(CO_{2}Me)_{2}; r_{C=C} = 136,2 pm, r_{C-S} = 173,8 pm, r_{S-S} = 207,2 pm, <_{S-S-C} = 78,3°, <_{S-C-S} = 102°.